# Bassin de la Villette
Het Bassin de la Villette is een Frans langgerekt kanaaldok dat vier kanalen in het noordoosten van Parijs met elkaar verbindt, te weten het Canal Saint-Martin aan het ene uiteinde en het Canal Saint-Denis, het Canal de l'Ourcq en het korte kleine kanaaldok Darse du fond de Rouvray. Het kanaaldok ligt in het 19e arrondissement. Het is het grootste artificieel wateroppervlak van Parijs. Het werd onder water gelaten op 2 december 1808.
Bedoeling was om met het water van het kanaal de fonteinen van Parijs te voeden, ook in tijden van droogte. Daarom werd het water van vijf rivieren afgeleid naar de rivier Ourcq. Deze werd gekanaliseerd naar het bassin de la Villette. Langs het Canal de l'Ourcq wordt van bijna 100 km verder water van de Ourcq aangevoerd.
Het bassin ligt 25 meter hoger dan het niveau van de Seine en was dus geschikt om de openbare fonteinen van Parijs te voeden. Vanuit dit bassin voerde het Canal Saint-Martin het water Parijs binnen. Anno 2020 wordt het water van het kanaal nog gebruikt om de Parijse parken te irrigeren en de straten en riolen te reinigen.

Bassin de la Villette

Samen met het Canal Saint-Martin en het Canal Saint-Denis vormt het een verbinding tussen twee delen van de Seine. Zo kan twaalf kilometer van de route over de Seine worden afgestoken. Tegenwoordig wordt het echter vrijwel niet meer gebruikt behalve voor rondvaarten.
Het breedste deel van het kanaaldok is circa 700 meter lang op 70 m breed en heeft een diepgang van 2,60 m. De kop van het dok ligt aan de Place de la Bataille-de-Stalingrad en de Rotonde de la Villette, het voormalig tolhuis of barrière aan de doorgang in de Muur van de Belastingpachters, met het dok buiten de tolmuren. De noordwestelijke kaai is de quai de la Seine, de zuidoostelijke de quai de la Loire, halfweg het dok is er een voetgangerspasserelle, de Passerelle de la Moselle. De oorspronkelijke passerelle stamt uit 1882, had een hoogte van 11,60 m en was met een enkele boog en een lengte van 86 meter gebouwd, deze werd evenwel vervangen door een nieuwe brug in 1966.
Het smallere deel van het kanaaldok, door het eerste gescheiden door de overbrugging van de Pont de Flandre, is 730 m lang en 30 m breed. Dit deel van het bassin eindigt op een rondpunt van kanalen waar Canal Saint-Denis, Canal de l'Ourcq en Darse du fond de Rouvray samenkomen. Dit tweede deel van het bassin de la Vilette wordt soms ten onrechte reeds aangeduid als het Canal de l'Ourcq.
Sinds 2002 organiseert de stad Parijs elke zomer Paris Plage, waarbij een recreatiezone langs de rechteroever van de Seine wordt opgebouwd. Sinds 2007 wordt ook het Bassin de la Vilette in deze actie betrokken en worden de kaaien van het dok aangekleed met zand, ligzetels, speelpleintjes voor kinderen, petanquebanen, terrasjes, popup restaurants. Sinds 2017 worden in het Bassin drie zwembaden geïnstalleerd gevoed met gezuiverd en verwarmd water uit het dok. Deze baden aan de zijde van de quai de la Loire hebben een gezamenlijke lengte van 90 meter en een breedte van 16 meter. Tot 300 zwemgasten worden gelijkertijd toegelaten. De diepte van de baden is respectievelijk 2 m, 1,2 m en 40 cm. De zwembaden worden bewaakt door redders en douches en omkleedruimtes werden geplaatst. De zwembaden zijn geopend van 15 juli tot 15 september, dagelijks van 11 tot 21 uur en hebben deels tot doel in de aanloop naar de Parijse kandidatuur voor de Olympische Zomerspelen 2024 het Internationaal Olympisch Comité te demonstreren dat Parijs echt de capaciteit heeft zwemactiviteiten in en rond de Seine te organiseren.